# 菅野芳秀
菅野 芳秀（かんの よしひで、1949年10月31日 - ）は日本の百姓。社会活動家。農作家。山形県長井市出身、明治大学農学部卒。
大正大学地域構想研究所客員教授、置賜自給圏推進機構共同代表、アジア農民交流センター共同代表、置賜百姓交流会世話人。
循環型『菅野農園』経営https://kanno-nouen.jp/

『令和の百姓一揆』代表

## 著作物・配信
著作物
- 『生ゴミはよみがえる　土はいのちのみなもと』講談社[1]
- 『玉子と土といのちと』創森社 ISBN 978-4-88340-250-2
- 『七転八倒百姓記　地域を創るタスキ渡し』現代書館 ISBN 978-4-7684-5899-0
- 『生きるための農業　地域をつくる農業』大正大学出版会 ISBN 978-4-909099-85-3

YouTube配信
「みんなでなるべ柿の種」

## 活動
農村は遅れた地域ではなく、“『土』『食』『いのち』との最も理想的関係を築くとができる”可能性に満ちているところ。だからこそ田舎の「出世」は都会になることではない。堂々たる田舎になること！と百姓としての農作業の傍ら、地域づくり、自給圏づくり、自然・農・食・いのちの循環を軸に活動。土の上から実感してきた本来の人と自然との調和、循環の必要性としっかりと向き合いながら、農業人口や政策に伴う問題や食といのち・都市と地方の多くの問題に、反対ではなく足元から解決するための対話を訴え活動してきた。

## 主な活動歴・時代背景年表
1949年(昭和24年) 山形県西置賜郡西根村（現在の長井市寺泉）に生まれる。
1961年(昭和36年) 農業基本法制定。
1968年(昭和43年) 明治大学農業学部農学科入学。朝日新聞奨学生として働きながらの大学生活が始まる。
1970年(昭和45年) 大学3年農業経済学科に転科。新聞販売店を辞め、週2日建設現場で働くなどして学費・生活費を稼ぎながら生活。
1971年(昭和46年) 明治大学、玉川大学、和光大学の「三大学三里塚共闘」を結成し、リーダーとなる。成田空港予定第一次代執行へ抵抗運動で、逮捕・起訴される。約80日間の独房での拘置の後、出所。
1973年(昭和48年) 明治大学卒業。
1974年(昭和49年) 労働団体の専従職員として沖縄に駐在。
1975年(昭和50年) 故郷に帰郷し、農民となる。
1976年(昭和51年) 三里塚で知り合った女性と結婚。
1977年(昭和52年) コメの第二次生産調整計画が政府から示される。長井市で、ただ一人減反を拒否し集落で孤立するが、紆余曲折の末、減反を受け入れる。「置賜百姓交流会」が結成。
1986年(昭和61年) 西根集落の13戸で「減農薬米みのり会」を結成。減農薬米栽培に取り組む。10月、フィリピンで開催された「フィリピン小作農民のための国際連帯会議」に置賜百姓塾を代表して参加。タイのバルムーン・カヨタ氏と出会う。帰国後、仲間と共に「日本フィリピン農業農民交流センター」を設立。
1988年(昭和63年) 長井市に97人の若者にやる「まちづくりデザイン会議」が発足。
1989年(平成元年) ピープルズ・プラン２１世紀の一環で開催された「百姓国際交流会」が置賜地方各地で開催（7月29日〜8月2日）され、代表を務める。
1990年(平成2年) 大野和興氏、山下惣一氏らとタイ北部の農村地帯を訪問（アジア農民交流センターの前身）。長井市に「快里（いいまち）デザイン研究所」が発足し、メンバーになる。
1991年(平成3年) アジア農民交流センターの設立。7月1日「台所と農業をつなぐながい計画」：通称『レインボープラン（市民の生ゴミを堆肥にし、農業へ。食糧として市民に還元する地域循環システム）』発足。レインボープラン調査委員会委員長となる。
1992年(平成4年) 3月、快里デザイン研究所の提言書、小冊子『まちに恋して』が長井市長に提出される。11月、長井市農林課に「レインボープラン係」が設けられる。
1995年(平成7年) 働きかけの結果、長井市西根地区の農薬空中散布が中止。置賜地方の空中散布も全面的に中止になる。
1996年(平成8年)12月、レインボープランのコンポストセンターが完成。
1997年(平成9年)レインボープランのごみ収集が開始される。「レインボープラン推進協議会」が発足し、企画開発委員長になる。
2002年(平成12年)著作『生ごみはよみがえる　土はいのちのみなもと』講談社から出版される。
2004年(平成16年)レインボープラン推進協議会会長になり、2006年まで務める。「N P O法人レインボープラン市民農場」が設立される。
2005年(平成17年)「N P O法人レインボープラン市民市場　虹の駅」が設立される
2010年(平成22年)著作『玉子と土といのちと』創森社から出版される。
2012年(平成24年)日比谷野外音楽堂にて5000人規模の集会とデモ「T P Pに反対する人々の運動」共同代表を務める。「批判でなく解決に向けて伸びやかに軽やかに・・・」と代表としてのスピーチに人々に感動と勇気を与える。
2014年(平成26年)4月「置賜自給圏構想を考える会」設立総会が開かれる。8月、同会は「一般社団法人　置賜自給圏推進機構」と名称を改め、８つの部会を立ち上げる。
2017年(平成29年)9月、脳出血で倒れる。後遺症と高次脳機能障害の症状が出るが。45日後に退院。
2021年(令和3年)著書『七転八倒百姓記　地域を創るタスキ渡し』現代書館から出版。
2024年(令和6年)『生きるための農業　地域をつくる農業』大正大学出版会から出版。
2025年(令和7年)2月、YouTube『みんなでなるべ柿の種』開始。農業の現状や問題、解決に向けて配信開始。農業の現状や問題、気候変動など、解決に向けて配信。
『時給10円という現実〜消えゆく農民〜』民間放送教育委員会（民教協：加盟局ネット）で特集を組まれ出演。
3月30日「令和の百姓一揆」代表。